# Heckrampe
|  | Dieser Artikel wurde aufgrund wesentlicher Mängel auf der Qualitätssicherungsseite des Portal:Schifffahrt eingetragen. Artikel, die nicht signifikant verbessert werden, können gegebenenfalls gelöscht werden. Bitte hilf mit, die inhaltlichen Mängel dieses Artikels zu beseitigen, und beteilige dich an der Diskussion. |

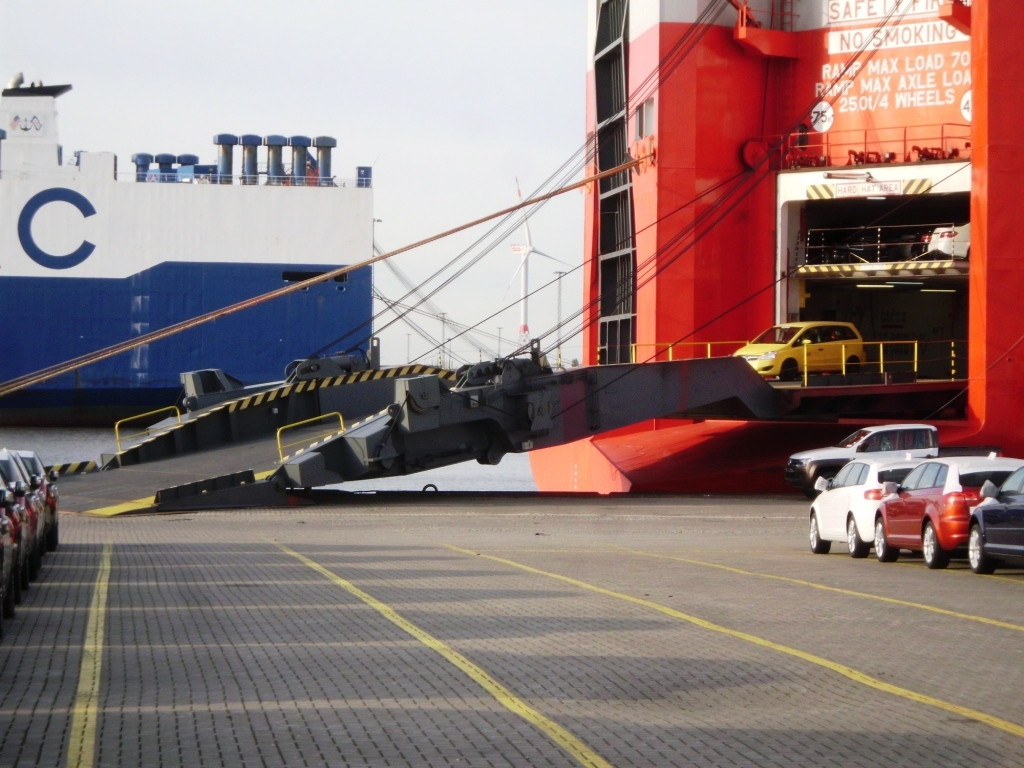
Heckrampe eines Autotransporters, ein gelber PKW wird „rollend“ entladen.

Eine Heckrampe dient bei Schiffen zum Laden und Löschen von rollender Ladung. Sie wird in der Regel bei Fährschiffen, RoRo-Schiffen und Autotransportern eingesetzt. Es gab aber auch Kühlschiffe, die mit einer Heckrampe ausgestattet wurden.